# 랠프 티거

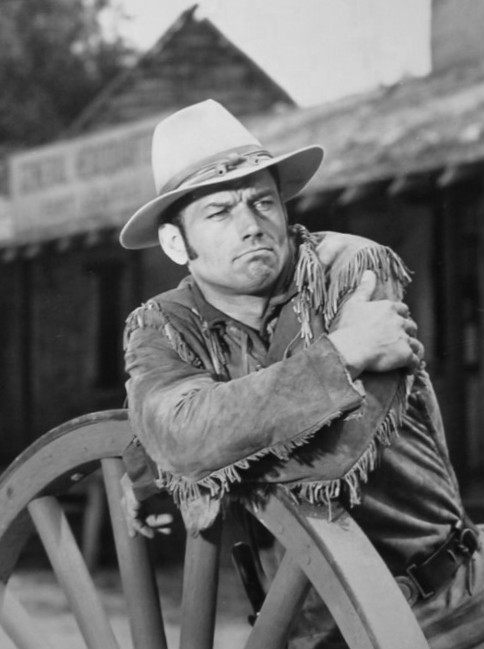

랠프 티거(Ralph Taeger, 1936년 7월 30일 ~ 2015년 3월 11일)는 미국의 배우, 야구 선수, 텔레비전 배우이다.

## 영화
- 형사 Q (1976년)
- 혼도 (1967년)
- 카펫베거 (1964년)